# Bombino Nero

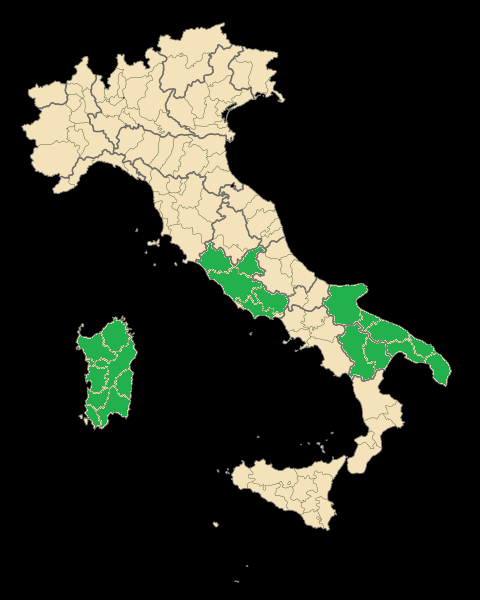
Regionen, in denen Bombino Nero angebaut wird

Die autochthone Rotweinsorte Bombino Nero wird in den italienischen Regionen Apulien, Basilikata, Latium und Sardinien angebaut. Im Jahr 1999 wurde eine bestockte Rebfläche von ca. 2.000 Hektar erhoben.
Die ertragreiche Sorte wird entweder für den Verschnitt mit anderen roten Sorten wie Uva di Troia, Aglianico und Montepulciano oder aber für Roséweine verwendet wie zum Beispiel im DOC Gebiet Castel del Monte. Im gleichen Gebiet wird auch der DOCG-Wein Castel del Monte Bombino Nero angeboten.
Bombino Nero besitzt einen Traubenquasten mittlerer Größe mit einer sehr außergewöhnlichen Pyramidenform, die an ein Kind mit ausgebreiteten Armen erinnert. Daher wurde der Sorte der Name Bambino (ital.: Kind), und schließlich Bombino gegeben. Sie ist eine Varietät der Edlen Weinrebe (Vitis vinifera). Sie besitzt zwittrige Blüten und ist somit selbstfruchtend. Beim Weinbau wird der ökonomische Nachteil vermieden, keinen Ertrag liefernde, männliche Pflanzen anbauen zu müssen.

## Synonyme
Bombino Nero ist auch unter den Synonymen Bambino, Bombino, Bonvino, Buonvino, Buonvino Nero, Calatamuro Nero und Cola Tamburo Nero bekannt.